# Ordre d'Alexandre Nevski (fédération de Russie)
Pour les articles homonymes, voir Alexandre Nevski (homonymie).
Ne doit pas être confondu avec Ordre de Saint-Alexandre Nevski ou Ordre d'Alexandre Nevski.
L'ordre d'Alexandre Nevski (en russe : Орден Александра Невского) est une distinction honorifique de la fédération de Russie, décerné depuis 2010.

## Historique
Un premier ordre de Saint-Alexandre Nevski a été créé en 1725, par l'impératrice Catherine Ire, nommé en l'honneur d'Alexandre Nevski. Ce haut ordre impérial fut supprimé lors de la révolution bolchevique d'octobre 1917. En 1942, en pleine Seconde Guerre mondiale, les Soviétiques créent un ordre de mérite militaire, l'ordre d'Alexandre Nevski, qui va perdurer à la chute de l'URSS. L'insigne perdant ses attributs soviétiques « faucille et marteau » pourra toujours être porté entre 1991 et 2010.
Le 7 septembre 2010, l'ordre d'Alexandre Nevski est entièrement refondu et reprend (de dimension réduite) la forme et les couleurs de l'ancien ordre impérial de Saint-Alexandre Nevski.

## Récipiendaires
- Le 3 février 2011, le président de la fédération de Russie Dmitri Medvedev remet l’ordre d’Alexandre Nevski à Cyrille de Moscou, patriarche de Moscou et de toutes les Russies.
- Le 6 octobre 2016, le président du gouvernement russe Dmitri Medvedev remet l'ordre d’Alexandre Nevski à Dimitri Romanov, prétendant au trône de Russie sous le nom de « Dimitri III ».
- Le 29 juillet 2018, le président de la fédération de Russie Vladimir Poutine remet l'ordre d'Alexandre Nevski à Stanislav Tchertchessov, entraîneur de l'équipe nationale russe de football.